# Party Girls
Party Girls è un singolo del rapper statunitense Ludacris, pubblicato nel 2014 e realizzato con la collaborazione del cantante Jeremih, del rapper Wiz Khalifa e dei produttori Cashmere Cat e Benny Blanco.
Il brano contiene un'interpolazione della canzone Barbie Girl del gruppo danese-norvegese Aqua, datata 1997.

## Tracce
Download digitale
Testi di Christopher Bridges, Cameron Thomaz, Magnus Høiberg e Jeremy Felton, musiche di Høiberg, Benjamin Levin e Peder Losnegård.
1. Party Girls (feat. Wiz Khalifa, Jeremih, Cashmere Cat) – 4:15

## Video musicale
Il videoclip della canzone è stato diretto da Hype Williams e girato a Miami il 7 marzo 2014. Il 29 aprile il video è stato pubblicato su YouTube.

## Classifiche
| Classifica (2014)         | Posizione massima |
| ------------------------- | ----------------- |
| Stati Uniti               | 113               |
| Stati Uniti (R&B/Hip-Hop) | 36                |